# Resolution 2641 des UN-Sicherheitsrates
Die Resolution 2641 des UN-Sicherheitsrates der Vereinten Nationen wurde am 30. Juni 2022 angenommen. In der Resolution stimmte der Sicherheitsrat für eine Verlängerung der Sanktionen gegen die Demokratische Republik Kongo bis zum 1. Juli 2023.
Zehn Mitglieder des Rates stimmten dafür, während China, Gabun, Ghana, Kenia und Russland sich der Stimme enthielten.